# Шавиниган
Шави́ниган, устар. Шои́ниган-Фолс (фр. Shawinigan) — город, расположенный на реке Сен-Морис в регионе Мориси, в канадской провинции Квебек. Население города составляет 51904 человека (2006).
Правописание названия города претерпело изменения со временем: оно известно в вариантах Chaouinigane, Oshaouinigane, Assaouinigane, Achawénégan, Chawinigame, Shawenigane, Chaouénigane. Значение названия в переводе с одного из местных индейских языков истолковывалось как «южная переправа», «буковая переправа», «угловая переправа», или же «вершина», или «порог».

## История
В 1651 г. священник по имени Бюто (Buteaux) стал первым европейцем, который добрался вверх по реке Сен-Морис до первого из крупных водопадов. После этого миссионеры, путешествовавшие в верховья Сен-Мориса, завели обыкновение делать привал в этих местах.
До основания посёлка Шавиниган-Фолс (Шавиниганские водопады) местное население занималось, в основном, рубкой деревьев и земледелием.
В конце 1890-х годов посёлок Шавиниган-Фолс привлёк многих зарубежных предпринимателей из-за своего удобного географического положения: в случае сооружения гидроэлектростанций,  водопады могли использоваться в качестве источника электроэнергии.
В 1902 г. посёлку присвоен статус города. Построенная гидроэлектростанция способствовала быстрому экономическому росту города, что позволило ему в то время занять лидирующие позиции по ряду параметров в канадских рейтингах: в 1901 г. здесь впервые было начато производство алюминия, в 1908 — карборунда, в 1932 — целлофановых гранул. Также Шавиниган-Фолс стал одним из первых канадских городов, внедривших электрическое уличное освещение.
В те времена в городе была крупная англоязычная община, которая составляла более 30 % его населения. При этом англоговорящие и франкоговорящие (последние занимали в городе привилегированное положение) жили обычно в разных районах.
Начиная со времён Великой депрессии и до 1980-х гг. город находился в затяжном экономическом кризисе. Его англоязычное население сократилось до минимума. С 1990-х гг. городские власти начали развивать индустрию гостиниц и развлечений, которая стала приносить городу прибыль. Наиболее заметной туристической достопримечательностью является открытый в 1997 г. тематический парк «Город энергии» с мультимедийными шоу, основанный в помещениях бывшей электростанции, с башней обозрения высотой 115 м.
В 1998 и 2002 г. в состав города Шавиниган было включено несколько прилегающих муниципалитетов.

## Местные достопримечательности

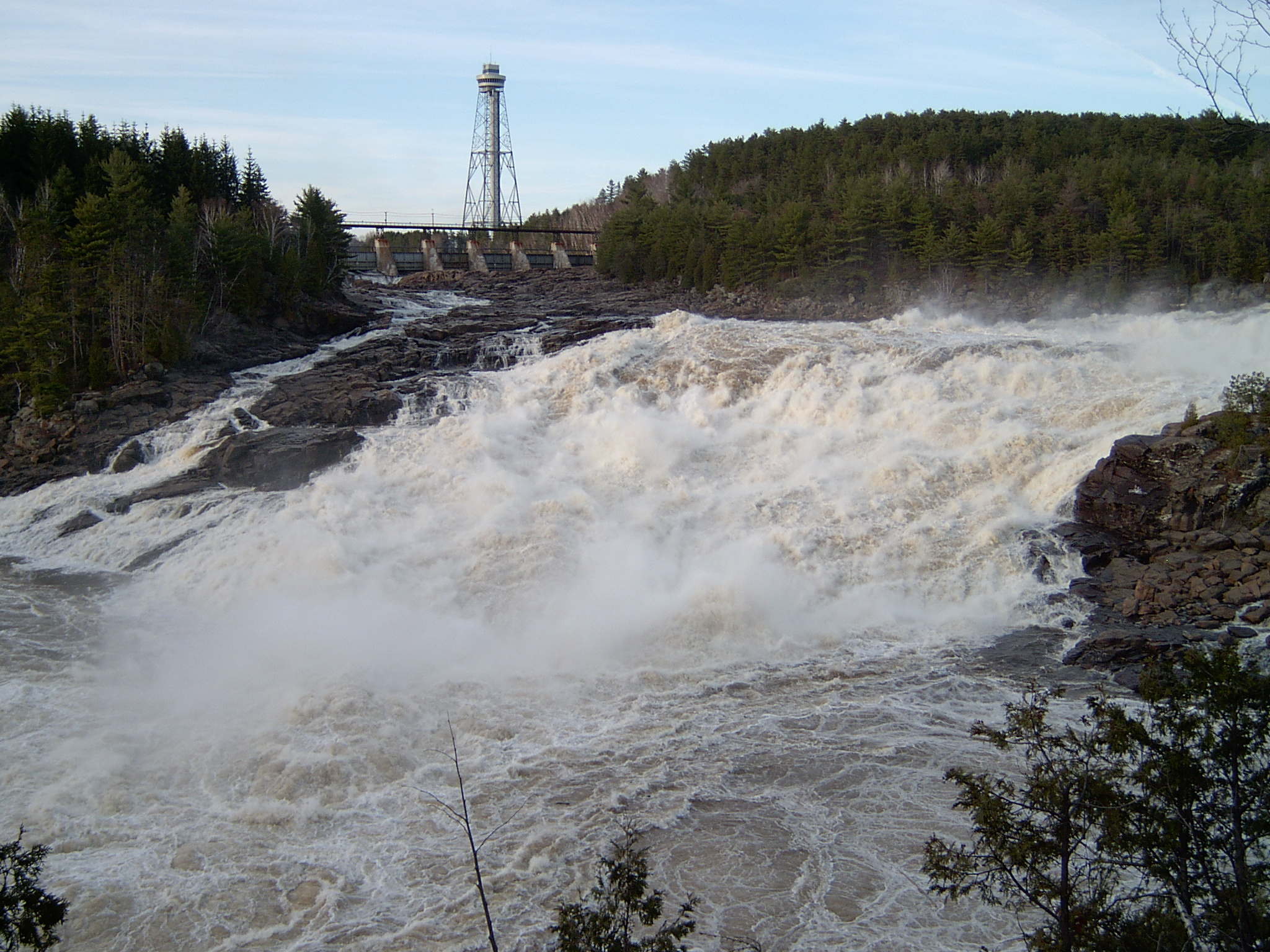
Водопад «Дыра Дьявола»

- «Дыра Дьявола» (Trou du Diable, Devil’s Hole) — водоворот на одном из порогов на реке Сен-Морис. Местный фольклор называет этот водоворот «бездонным».[6]
- Парк Сен-Морис в деловом районе Шавинигана.
- Тематический парк «Город энергии».

## Города-побратимы
- Гамильтон, Канада
- Монтеррей, Мексика